# Естонія на літніх Олімпійських іграх 2004
Естонія на літніх Олімпійських іграх 2004 була представлена 42 спортсменами в 10 видах спорту.

## Нагороди
| Медаль | Спортсмен          | Вид спорту            | Дисципліна              |
| ------ | ------------------ | --------------------- | ----------------------- |
| Срібло | Юрі Яансон         | Академічне веслування | одиночка, чоловіки      |
| Бронза | Індрек Пертельсон  | Дзюдо                 | понад 100 кг, чоловіки  |
| Бронза | Александер Таммерт | Легка атлетика        | метання диска, чоловіки |